# Reine Chefsache
Reine Chefsache (Originaltitel: In Good Company) ist eine US-amerikanische Filmkomödie von Paul Weitz aus dem Jahr 2004.

## Handlung
Dan Foreman ist 51 Jahre alt und Ehemann von Ann, die ihr drittes Kind von ihm erwartet. Er leitet die Anzeigenabteilung einer Sportzeitschrift, wird aber nach deren Übernahme durch einen Konzern degradiert und dem wesentlich jüngeren Carter Duryea unterstellt. Zu allem Überfluss verliebt sich der karrierefixierte Carter in Alex, die studierende Tochter von Dan, mit der er eine Beziehung beginnt. Der nichts ahnende Dan spürt, dass seine Tochter sich von ihm entfernt, und fragt Carter um Rat. Carter bekennt sich nicht zur Beziehung.
Am Tag seines Geburtstags sieht Dan Alex und Carter, die gemeinsam auf das Haus zugehen. Am nächsten Tag folgt er Carter in ein Restaurant, der sich dort mit seiner Tochter verabredet hat. Er stellt seine Tochter zur Rede und schlägt Carter zu Boden. Daraufhin macht Alex Schluss mit Carter, aber nicht, weil sie ihren Vater nicht kompromittieren will, sondern weil Carter eine viel ernstere Beziehung anstrebt, dabei jedoch nach Alex’ Meinung noch zu sehr an seine Exfrau gebunden sei.
Der Konzernbesitzer Teddy K hält kurze Zeit später vor versammelter Belegschaft eine Rede, in deren Verlauf Dan unangenehme und direkte Fragen betreffend Profitgier und Kündigungen an ihn richtet. Dan soll entlassen werden – genauso wie Carter, der Dan verteidigt. Später stellt sich heraus, dass Teddy K die Zeitschrift verkauft hat. Der Chefredakteur und Carter werden von dem neuen Besitzer entlassen, Dan wird wieder Abteilungsleiter. Carter und Dan bleiben trotzdem Freunde.

## Kritiken
Peter Travers schrieb in Rolling Stone, dass die Komödie erfrischend und provokativ sei.
Kenneth Turan schrieb in der Los Angeles Times, dass die Komödie genial unterhalte. Er lobte die Darstellungen, besonders das Spiel von Scarlett Johansson, das Drehbuch und die Regie.
Der film-dienst 6/2005 nannte den Film eine „vergnüglich inszenierte, trefflich gespielte Komödie mit versöhnlichem Ende“.

## Auszeichnungen
- Topher Grace gewann 2004 den National Board of Review Award.
- Paul Weitz wurde 2005 für den Goldenen Bären nominiert.
- Joseph Middleton wurde 2005 für den Casting Society of America Award nominiert.
- Scarlett Johansson wurde 2005 für den Teen Choice Award nominiert.
- Der Film wurde 2005 für den Young Artist Award nominiert.

## Soundtrack
Neben einigen älteren Titeln – unter anderem Solsbury Hill von Peter Gabriel und Chain of Fools von Aretha Franklin – wurde eine Reihe von Stücken für den Film aufgenommen. Der eigentliche Score stammt von Stephen Trask (teilweise in Zusammenarbeit mit Damien Rice); drei Titel stammen von Iron & Wine sowie zwei weitere von The Soundtrack of Our Lives. Der Soundtrack erschien zur Veröffentlichung des Films bei Hollywood Records.

## Trivia
Die Komödie wurde in New York City und in Los Angeles gedreht. Sie brachte in den US-Kinos 45,5 Millionen US-Dollar ein.